# Божо Чеко
Божидар Божо Чеко (Книн, 1967 – Динара, 8. август 1995) био је српски борац, припадник Милиције Крајине.

## Биографија
Рођен је од оца Недељка и мајке Милице 1967. године у Книну. Одрастао је у Полачи код Книна.
Био је припадник Милиције Крајине. Као припадник Специјалне јединице за посебне намјене Милиције САО Крајине учествовао је у сукобу на Плитвицама 31. марта 1991. године, када је био заробљен, са још 16 сабораца. У заробљеништву су крвнички мучени, да би били размијењени 13. августа исте године. Током рата Божо је остао у редовима Милиције Крајине. Погинуо је 8. августа 1995. године на Динари, у близини Грахова, током хрватске агресије на Републику Српску Крајину, у акцији Олуја.
Дуго времена водио се као нестала особа. Његово тијело, са још три тијела, пронашао је Оперативни тим Републике Српске за тражење несталих лица дана 15. септембра 2006. године у близини Грахова, на локалитету Рисовац – Хајдучки кук, на планини Динари. Сахрањен је у Банатском Новом Селу код Панчева.
Посвећена му је пјесма Божо, коју изводи крајишка група Српска тромеђа.